# 鄭権 (薬学者)
鄭 権（てい けん、1971年2月1日 - ）は、日本の薬学者。

## 来歴
2004年東邦大学大学院薬学研究科生薬学教室の博士課程を修了。博士（薬学）。

## 論文
2006年から東邦大学薬学部と共同研究を行い、その研究成果は日本薬学会、日本生薬学会にて、合計13の論文を発表。
- アキョウの美白作用について／日本生薬学会第58回年会（2011年・東京）
- アキョウの免疫賦活作用について／日本生薬学会第55回年会（2008年・長崎）
- アキョウの血液粘度への影響について／日本生薬学会第55回年会（2008年・長崎）
- アキョウのTh1/Th2調節及び抗腫瘍作用について／日本薬学会第128年会（2008年・横浜）
- アキョウの骨髄機能抑制改善作用について／日本薬学会第128年会（2008年・横浜）
- アキョウの免疫抑制回復作用について／日本薬学会第128年会（2008年・横浜）
- アキョウナツメの免疫への作用について／日本生薬学会第54回年会（2007年・名古屋）
- 中医処方『亀鹿二仙』の破骨細胞への作用／日本薬学会第127年会（2007年・富山）
- 中医処方『亀鹿二仙』の骨芽細胞への作用／日本薬学会第127年会（2007年・富山）
- 中薬製剤『壮骨』の骨密度増強及び補血作用について／日本薬学会第127年会（2007年・富山）
- アキョウカプセルの栄養性貧血改善作用について／foodstyle21-3月号
- アキョウの補血作用について／foodstyle21-2月号
- アキョウソフトカプセルの鉄欠乏性貧血改善作用に関する研究／日本生薬学会第53回年会（2006年・埼玉）
- アキョウの補血作用に関する研究／日本生薬学会第53回年会（2006年・埼玉）
- アキョウの品質評価に関する研究／日本生薬学会第53回年会（2006年・埼玉）